# 労働基準監督署
労働基準監督署（ろうどうきじゅんかんとくしょ、英語: Labour Standards Inspection Office）は、労働基準法その他の労働者保護法規に基づいて事業場に対する監督及び労災保険の給付、労基法違反の取締捜査、労働安全衛生法等による免許の選任、就業規則の検認、届けを行う厚生労働省の出先機関である。略称は労基署、労基、監督署。労働基準監督署は都道府県労働局の指揮監督を受け、都道府県労働局は主に厚生労働省の内部部局である労働基準局の指揮監督を受ける。

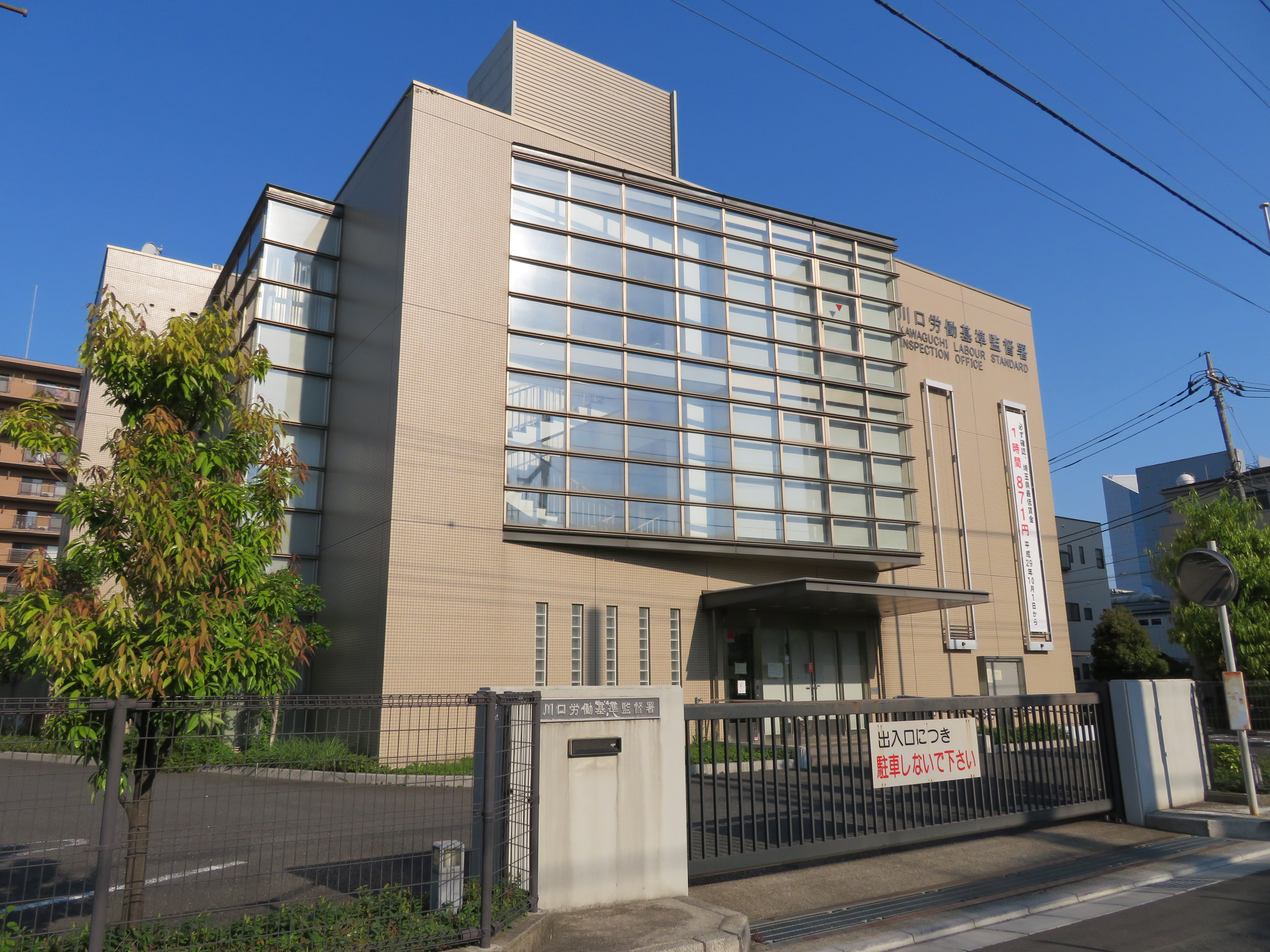
労働基準監督署の庁舎（川口労働基準監督署）

## 概説
法律に基づく最低労働基準等の遵守について事業者等を監督することを主たる業務とする機関である。労働基準監督署には監督主務課、労災保険主務課、安全衛生主務課が置かれており、職員は労働基準監督官（主に監督業務を担当）、厚生労働事務官（主に労災保険業務や庶務を担当）、厚生労働技官（安全衛生業務担当）等からなる。監督主務課は複数人の労働基準監督官を擁し、定期に、また労働者から法違反の申告があったときはそれに基づいて、労働者の労働条件の確保等を目的として事業場（会社、建設現場等）に立入って、賃金台帳その他の労務関係書類や安全衛生管理の状況を調べ、法違反等が認められた場合は行政指導を行う。その他、各種届出・申請の受付や、未払賃金の立替払事業に関する認定・確認などを行っている。労働基準監督官及び労働基準監督署長は司法警察員なので、労働基準法等に違反する被疑事件について捜査を行えるほか、刑事訴訟法上の告訴・告発先でもある。なおこれらの事件は、警察署生活安全課でも取扱っている。
労災保険主務課では、労働災害（業務に起因したもの死傷病）や通勤災害の認定・給付、労災保険の適用および労働保険料等の徴収を行っている。
安全衛生主務課では、労働安全衛生法違反等の是正指導のほか、法違反でなくても労働災害等を発生させるおそれがある事業場に対して個別指導を行っている。
なお、個別労働紛争解決制度の助言やあっせんは都道府県労働局の業務であるが、都道府県労働局の職員が労基署に場所を間借りして業務を行っている

## 所管事務
- 労働契約、賃金の支払、最低賃金、労働時間、休息、災害補償その他の労働条件に関すること。
- 労働能率の増進に関すること。
- 児童の使用の禁止に関すること。
- 産業安全（鉱山における保安を除く。）に関すること。
- 労働衛生に関すること（労働者についてのじん肺管理区分の決定に関することを含み、鉱山における通気及び災害時の救護に関することを除く。）。
- 労働基準監督官が司法警察員として行う職務に関すること。
- 政府が管掌する労働者災害補償保険事業に関すること。
- 労働者の保護に関すること。
- 家内労働者の福祉の増進に関すること。
- 前各号に掲げるもののほか、法律（法律に基づく命令を含む。）に基づき労働基準監督署に属させられた事務に関すること。
  - 就業規則、労使協定、寄宿舎規則、有害物ばく露作業報告、事故報告、労働者死傷病報告等の提出先は所轄労働基準監督署長となっている。

## 組織
各労基署の職員数は相当の差があり、最大の労基署では職員数が100名以上、最少の労基署では職員数が6名である。
署長
労働基準監督署長は、労働基準法第97条第2項の規定により労働基準監督官をもって充てることとされている。労働基準監督官の多くは労働基準監督官試験に合格した者であるが、国家公務員II・III種試験に合格して都道府県労働局に採用された、おおむね50歳以上の厚生労働事務官・厚生労働技官が労働基準監督官に任命されて（政令監督官という）労基署長を務めることもある。
平成23年度から東京の一部において、労基署長には、警察署長や税務署長のようにキャリアが就任することになった。内部では、キャリアは「親方」と呼ばれている。
副署長
全ての方面制署と一部の課制署に置かれる。労働基準監督官が就任する。また一部の大規模署には2人の副署長が置かれ（「複数副署長制署」という。）、監督・安全衛生担当には労働基準監督官（なお、厚生労働技官は副署長にはなれない）が、労災補償・業務担当には厚生労働事務官が政令監督官として労働基準監督官に転官したうえで就任する（厚生労働技官の就任も可能）。

### 方面制署
方面制署は、中～大規模の労基署である。各方面は課に相当する。名称を「監督課」に変更する予定がある。
六つの方面制署があり、それぞれ「第○方面」（○は一から六の漢数字）と呼ばれる。
方面主任監督官
労基署の規模によって3～6人の方面主任監督官（課長級、全員労働基準監督官である）が置かれ、職名は第○方面主任監督官である。各方面主任監督官には、部下の副主任監督官・監督係長・役職をもたない労働基準監督官などが配置される。各労働基準監督官は、労働基準法、最低賃金法、労働安全衛生法などの労働基準関係法令を、事業場が遵守しているかどうかを監督する。重大・悪質な法令違反があり、長期に渡り是正勧告に応じない、告訴・告発がある場合は、刑事訴訟法に基づき捜査を行う。

#### 方面制署の課
- 安全衛生課
労働災害、職業性疾病の防止、クレーン・ボイラーなどの検査を行う。課長には、厚生労働技官または労働基準監督官が就任する。中規模署では安全衛生課が置かれないこともあり、その場合は次席の方面主任監督官が安全衛生課長の業務を行う。課長以外に産業安全専門官・労働衛生専門官・放射線管理専門官・係長・主任・係員などが配置される。

- 業務課
庶務、庁舎管理、賃金構造基本統計調査、会計を行う。課長は厚生労働事務官が就任する。係長・主任・係員が配置される。

- 労災課[注 2]
労働者災害補償保険の給付事務、労働保険料の徴収を行う。課長には、厚生労働事務官が就任する。課長以外に、労災保険給付調査官・労働保険適用指導官・係長・主任・係員などが配置される。また、常勤職員以外にも多数の非常勤職員・臨時職員が配置され、労基署の方面制署の各課の中では最も人数が多い。

各方面・各課の業務は分かれているが、各方面と安全衛生課は密に連携をとりながら業務を行う。

### 課制署
課制署は、小～中規模の労基署であり、二つまたは三つの課が置かれている。

#### 三課制署
三つの課が置かれている労基署の課は、次のとおりである。
- 監督課（旧：第一課）
方面制署の各方面、業務課の所掌事務を行う。課長には、労働基準監督官が就任する。ほとんどの3課制署には副署長が置かれていず、第一課長は、署長に次ぐナンバー2の役職である。

- 安全衛生課（旧：第二課）
方面制署の安全衛生課の所掌事務を行う。課長には、厚生労働技官または労働基準監督官が就任する。

- 労災課（旧：第三課）
方面制署の労災課の所掌事務を行う。課長には、厚生労働事務官が就任する。

#### 二課制署
二つの課が置かれている労基署の課は、次のとおりである。
- 監督課（旧：第一課）
方面制署の各方面、安全衛生課、業務課の所掌事務を行う。課長には、労働基準監督官が就任する。2課制署には副署長が置かれていず、監督課長は、署長に次ぐナンバー2の役職である。

- 労災・安全課（旧：第二課）
方面制署の労災課の所掌事務を行う。課長には、厚生労働事務官または厚生労働技官が就任する。
※ 各都道府県労働局によっては、労災・安全課が方面制署の安全衛生課の所掌事務を行う労基署もある。

## 三官制度
労基署には、労働基準監督官、厚生労働事務官、厚生労働技官の三つの官名の職員が混在して配置され、これを三官制度（新人事制度では厚生労働技官が廃止され、二官制度となる。）と称していた。労働基準監督官は、労働基準監督官のまま厚生労働事務官及び厚生労働技官の職務を行うことが可能であるが、厚生労働事務官または厚生労働技官が転官せずに労働基準監督官の職務を行うことはできない。

### 労働基準監督官
労働基準監督官は、労働基準監督官試験に合格した者から採用され、採用時から特別司法警察職員の身分が与えられる。原則として採用から7年間は全国への異動がある。

### 厚生労働事務官
厚生労働事務官は、国家公務員一般職試験に合格して都道府県労働局をまとめたブロック単位で採用され、同一のブロック内の都道府県労働局で勤務していく。中には労働基準監督官（通常、労働基準監督官試験の合格が必要である。）や厚生労働技官に転官し、労働基準監督署長、安全衛生課長等を務める者もいる。
厚生労働事務官は、庶務などの管理部門・労災補償部門・保険関係成立の適用部門・徴収部門を相互に異動し、場合によっては労働基準の相談・調査部門に配置されて労働基準監督官の業務補助の一部を行うこともある。
労働保険（労災・雇用）の保険料の徴収に関する事務を扱う厚生労働事務官は、所管の労働保険の保険料の徴収等に関する法律により、国税徴収法上の徴収職員として都道府県労働局長から任命され、滞納処分の一環として捜索・差押えを令状なしで執行する権限をもつ。差押えは頻繁に執行する一方で、捜索まで実施するケースは限定されている。徴収職員である厚生労働事務官は、各人が独立した権限をもち、（都道府県によって異なる場合もあるが）おおむね労働局総務部（労働保険徴収部）労働保険徴収課（室）と所轄の労働基準監督署に配置されて、滞納処分と滞納整理に関する事務を行っている。補償部門も徴収部門も、専門的な知識が必要とされる。

### 厚生労働技官
厚生労働技官は、国家公務員一般職試験に合格して都道府県労働局に採用され、都道府県をまたいだ異動がなく、同一の都道府県労働局内で勤務している。

## その他
- 東京都小笠原村では、国土交通省の特別の機関である小笠原総合事務所において、労働基準監督署の業務を行っている。